# Myopa willistoni
Myopa willistoni är en tvåvingeart som beskrevs av Banks 1916. Myopa willistoni ingår i släktet Myopa och familjen stekelflugor. Inga underarter finns listade i Catalogue of Life.